# San Pedro Atmatla
San Pedro Atmatla es una localidad mexicana perteneciente al municipio de Zacatlán, en el estado de Puebla. La localidad es habitada por 1 809 personas. La población se asienta en el lugar donde originalmente iba a establecerse la ciudad de Zacatlán.

## Historia
En 1520 Hernán Cortés encomendó a Hernán López de Ávila la creación de un asentamiento en la región de Zacatlán y al capitán Gonzalo Robles la planeación del mismo. El asentamiento fue originalmente establecido en la población de San Pedro Atmatla, pero cuarenta años después, en 1560, la población principal de la región fue trasladada a un pequeño altiplano a unos pocos kilómetros al norte, en donde actualmente se encuentra la ciudad de Zacatlán. Se desconoce que motivó el traslado de la población.
Dentro de la población aún existen las ruinas de la primera construcción del convento de Zacatlán, el cual fue abandonado cuando la ciudad de Zacatlán fue trasladada. Los cimientos son referidos como Paredones.

## Demografía
| Gráfica de evolución demográfica de San Pedro Atmatla entre 1921 y 2010 |
|                                                                         |
| Instituto nacional de estadística y geografía (INEGI)                   |